# 安德烈·蘇霍韋茨基
安德烈·亞歷山德羅維奇·蘇霍韋茨基（俄語：Андрей Александрович Суховецкий；1974年6月27日—2022年2月28日），俄羅斯空軍少將，於2022年2月28日即俄羅斯全面入侵烏克蘭第四天被乌克兰狙击手狙杀。

## 生平
蘇霍韋茨基出生於1974年6月27日。1995年畢業於梁贊高級空降指揮學校、2009年畢業於伏龍芝軍事學院、2018年畢業於俄羅斯總參謀部軍事學院。他最初擔任排長，後逐步晉升為近衛空降突擊編隊的參謀長。從2018年至2021年，蘇霍維茨基領導第7近衛山地空中突擊師。
根據俄羅斯總統弗拉基米爾·普丁在2020年12月10日發佈的第769號令，蘇霍韋茨基被授予少將軍銜。2021年11月，他獲任命為俄羅斯陸軍第41合成集团军副司令。蘇霍韋茨基在此職位上參加了2022年俄烏戰爭的戰鬥，同時領導特種部隊。

## 事蹟
蘇霍韋茨基曾在北高加索地區的軍事行動中服役，並在2008年俄格戰爭期間在阿布哈茲作戰。蘇霍韋茨基隨後參加俄羅斯對敘利亞內戰的軍事干預，並因在兼併克里米亞中的功績而獲得勳章。

### 死亡
2022年2月28日，蘇霍韋茨基在烏克蘭陣亡，享年47歲。根據烏克蘭消息來源，他在戈斯托梅利，或在戈斯托梅利機場降落時被一名狙擊手擊中。根據一份報告，他冒險前往停滯不前的俄羅斯基輔車隊前面而被狙擊手擊殺。相比之下，另一份報告聲稱他在當時被俄羅斯軍隊包圍的马里乌波尔附近陣亡，然而，第41集團軍在烏克蘭北部作戰，遠離馬里烏波爾地區 。
他也是自此前車臣少將穆罕默德·圖沙耶夫後第二個被烏克蘭宣稱擊殺，同時是首位被俄羅斯官方證實身亡的高級將領。

### 死訊
蘇霍韋茨基陣亡後，其死訊在其陣亡同日首先由退休情報官員安德烈·捷列霍夫在twitter上發佈。同日，蘇霍韋茨基的前空降部隊同事謝爾蓋·奇皮列夫在VKontakte社交網絡上寫到了蘇霍韋茨基的死訊，稍後他刪除了自己的賬戶。3月3日，全俄退伍軍人戰鬥兄弟會公共組織基洛夫地區分部負責人證實蘇霍韋茨基陣亡的消息。俄羅斯總統弗拉基米爾·普京也在一次演講中提到了蘇霍韋茨基的死訊，據報導指蘇霍韋茨基之死嚴重打擊俄軍的士氣。
蘇霍韋茨基安葬於新羅西斯克。

## 榮譽
- 勇氣勳章（2個）[9]
- 軍功勳章[9]
- 勇氣獎章[9]
- 馬格洛夫將軍勳章[9]
- 一級軍事英勇勳章[9]
- 加強戰鬥聯邦獎章[9]
- 一級軍功傑出獎章[9]
- 二級軍功傑出獎章[9]
- 三級軍功傑出獎章[9]
- 克里米亞回歸獎章[9]
- 敘利亞軍事行動參與者獎章[9]
- 北高加索服役勳章[9]
- 空降部隊75年週年勳章[9]
- 空降部隊80年週年勳章[9]
- 優秀跳傘者徽章[9]
- 畢業徽章[9]
- 警衛獎章[9]